# Ołtusz
Ołtusz (biał., ros. Олтуш) – wieś (agromiasteczko) na Białorusi w rejonie małoryckim obwodu brzeskiego, centrum administracyjne sielsowietu.
Siedziba parafii prawosławnej pw. Przemienienia Pańskiego.

## Geografia
Miejscowość położona na Polesiu Brzeskim, na południowo-wschodnim brzegu Jeziora Ołtuskiego, na północ od Orzechowa i Jeziora Orzechowskiego, 15 km na południowy zachód do Małoryty. Przez wieś przebiega droga republikańska R17, wiodąca do białorusko-ukraińskiego przejścia granicznego Ołtusz-Piszcza (drogowe, osobowo-towarowe, przeznaczone wyłącznie dla obywateli Białorusi i Ukrainy).

## Historia
Miejscowość wzmiankowana po raz pierwszy w 1546. 
Wieś królewska położona w ekonomii brzeskiej, w powiecie brzeskolitewskim województwa brzeskolitewskiego. 
Po III rozbiorze w 1795 r. Ołtusz znalazł się w granicach zaboru rosyjskiego. W XIX w. był centrum gminy w powiecie brzeskim guberni grodzieńskiej. Na początku XX w. liczył 53 domy i 572 mieszkańców. Znajdowały się tu dobra Majmeskułów i Bohatyrewiczów. Cerkiew i parafia prawosławna Przemienienia Pańskiego w Ołtuszu należały w 1900 do dekanatu Włodawa eparchii grodzieńskiej i brzeskiej.
W okresie międzywojennym wieś należała do gminy Ołtusz w powiecie brzeskim województwa poleskiego II Rzeczypospolitej. Oprócz Urzędu Gminy znajdowały się tu posterunek Policji Państwowej, poczta, apteka, lekarz oraz folwark.
Po agresji ZSRR na Polskę w 1939 Ołtusz znalazł się w granicach Białoruskiej SRR. W czasie II wojny światowej od 1941 do 20 lipca 1944 znajdował się pod okupacją niemiecką.

## Zabytki
- drewniana cerkiew Przemienienia Pańskiego z 1783, przebudowana w 1862, 1868 i 1889[12][13];
- kaplica cmentarna (czasownia) św. Aleksego z 1872[14][13];
- głaz z tablicą i krzyżem upamiętniający Romualda Traugutta[15];
- zbiorowa mogiła mieszkańców Ołtusza rozstrzelanych w 1942 przez okupantów niemieckich[11];
- grób Wacława Waryszaka, porucznika 84 Pułku Strzelców Poleskich, zastrzelonego przez czerwonoarmistów we wrześniu 1939[16][11].